# الرابطة الوطنية لرياضة الجامعات الدرجة الثانية
الرابطة الوطنية لرياضة الجامعات الدرجة الثانية (بالإنجليزية: NCAA Division II)‏ هو قسم من المستوى المتوسط للمنافسة في الرابطة الوطنية لرياضة الجامعات (NCAA). إنه يوفر بديلاً لكل من القسم الأول القسم الأول الأكبر والأكثر تمويلًا وللبيئة الخالية من المنح الدراسية المقدمة في القسم الثالث [الإنجليزية].